# Бревнов, Антон Павлович
Анто́н Па́влович Бревно́в (род. 10 сентября 1987, Нижний Тагил, СССР) — российский профессиональный баскетболист, играющий на позиции разыгрывающего защитника.

## Карьера
Учась в первом классе, Бревнов увлёкся баскетболом. Когда был набор в секцию баскетбола ДЮСШ № 4, мама привела Антона на тренировку к Зинаиде Захаровне Терликовой.
Первой профессиональной командой Бревнова стал нижнетагильский «Старый Соболь», за который Антон стал выступать с 16 лет. В дальнейшем Бревнов играл за «Урал-Грейт-2», «Нефтехимик» и «Темп-СУМЗ».
С 2013 по 2016 годы Бревнов выступал за «Парму», с которой стал обладателем Кубка России и бронзовым призёром Суперлиги-1.
В июле 2016 года Бревнов вернулся в «Темп-СУМЗ-УГМК».
В январе 2018 года Бревнов перешёл в «Купол-Родники».

## Достижения
- Бронзовый призёр Суперлиги-1: 2015/2016
- Обладатель Кубка России: 2015/2016

В составе Родников
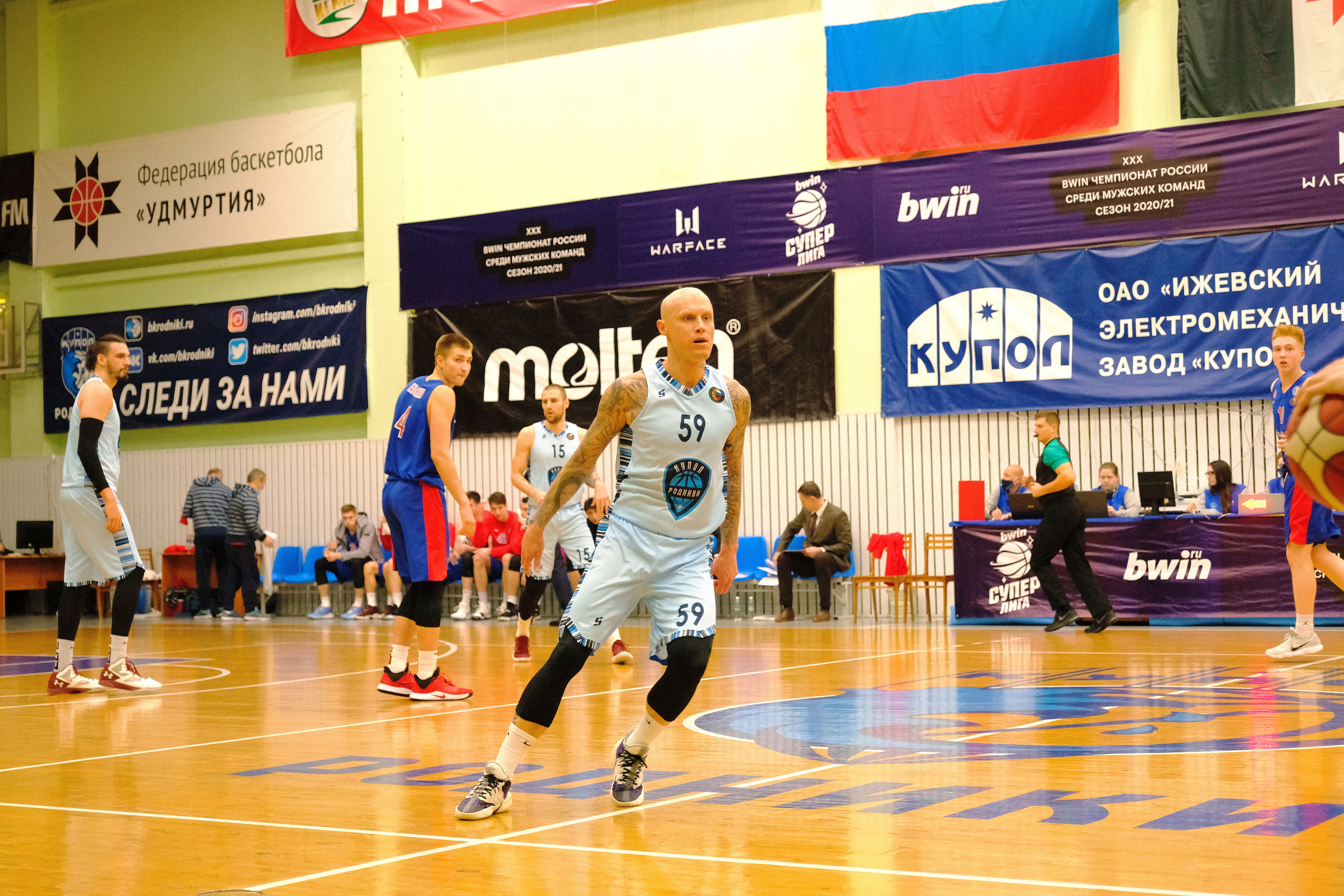
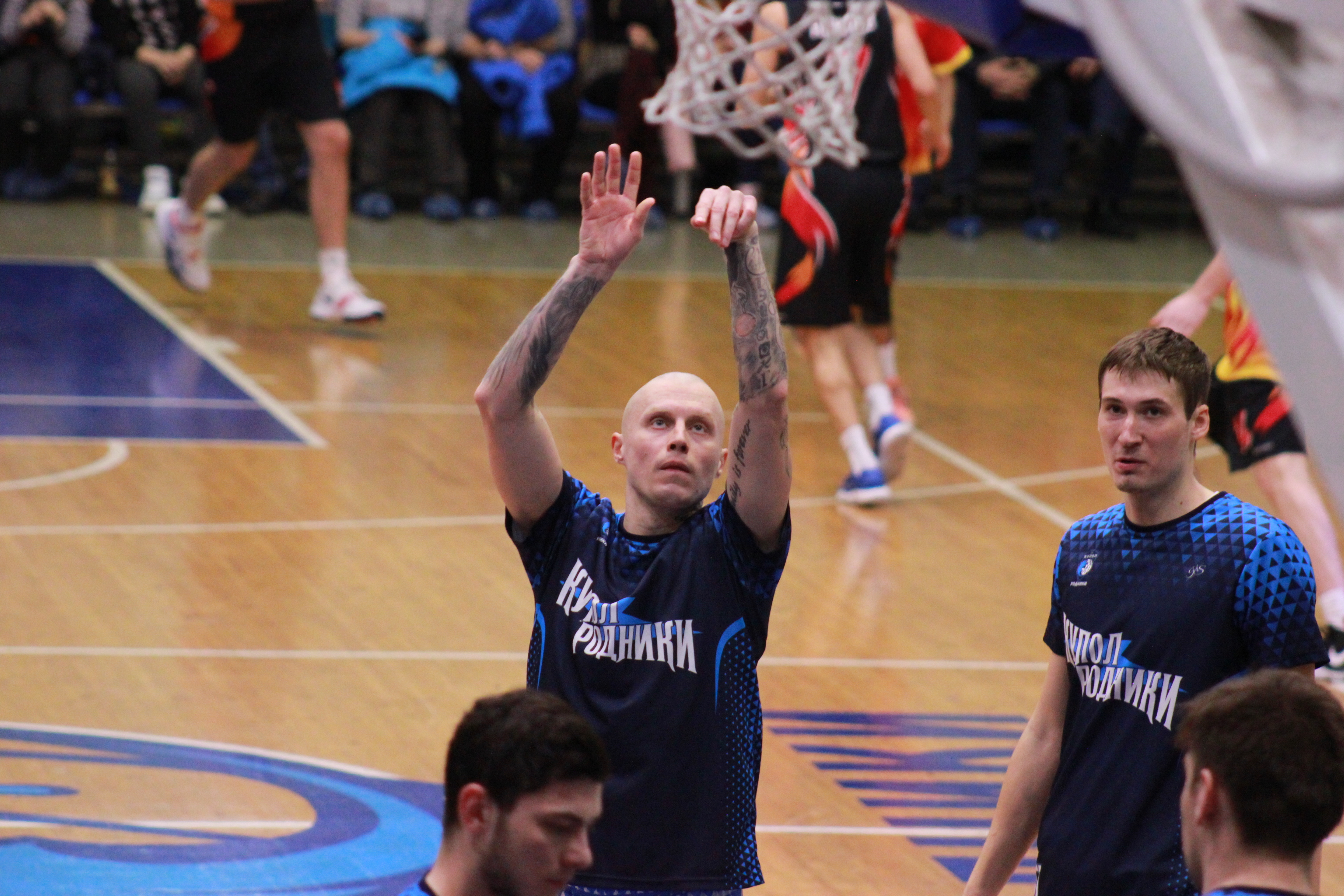
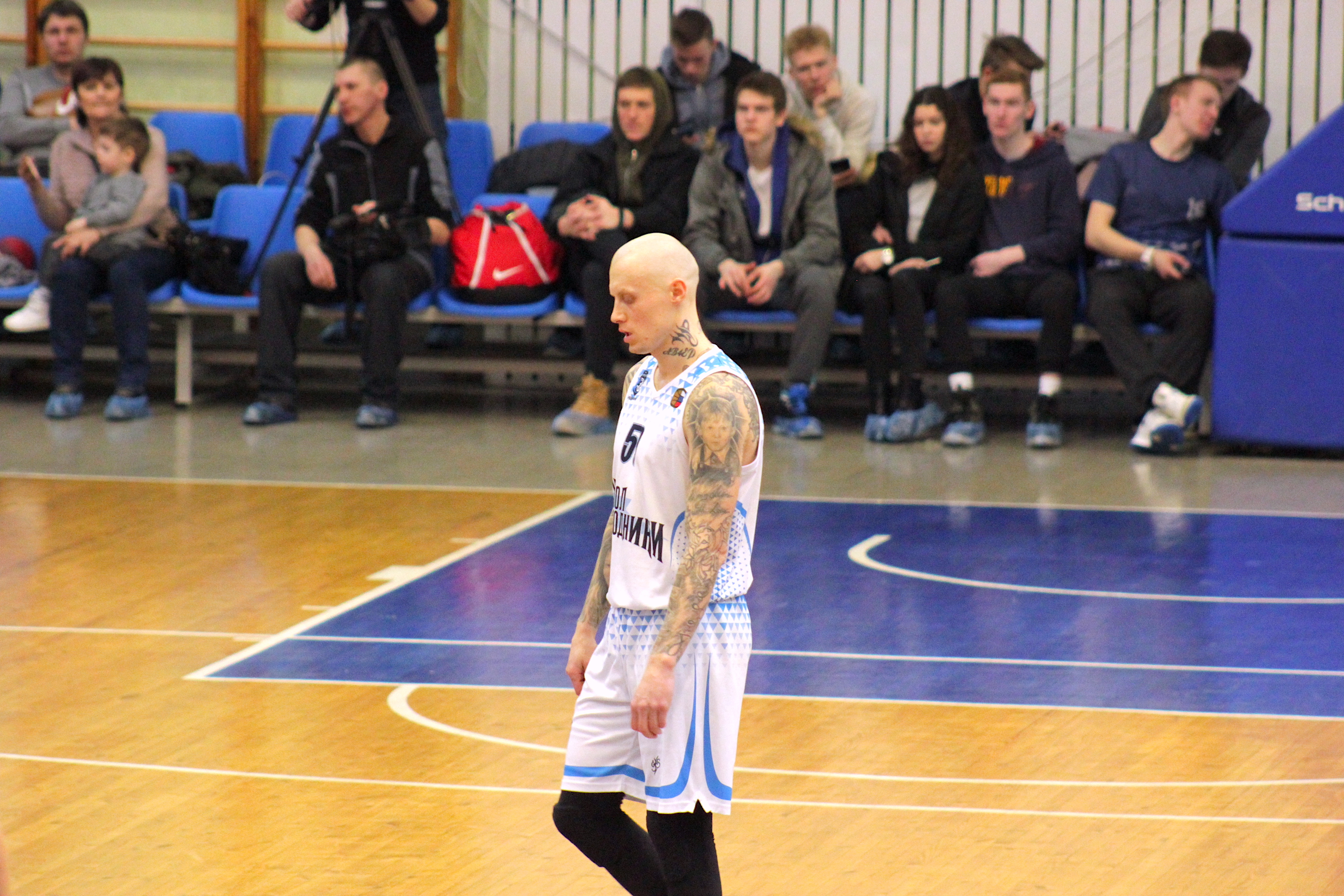
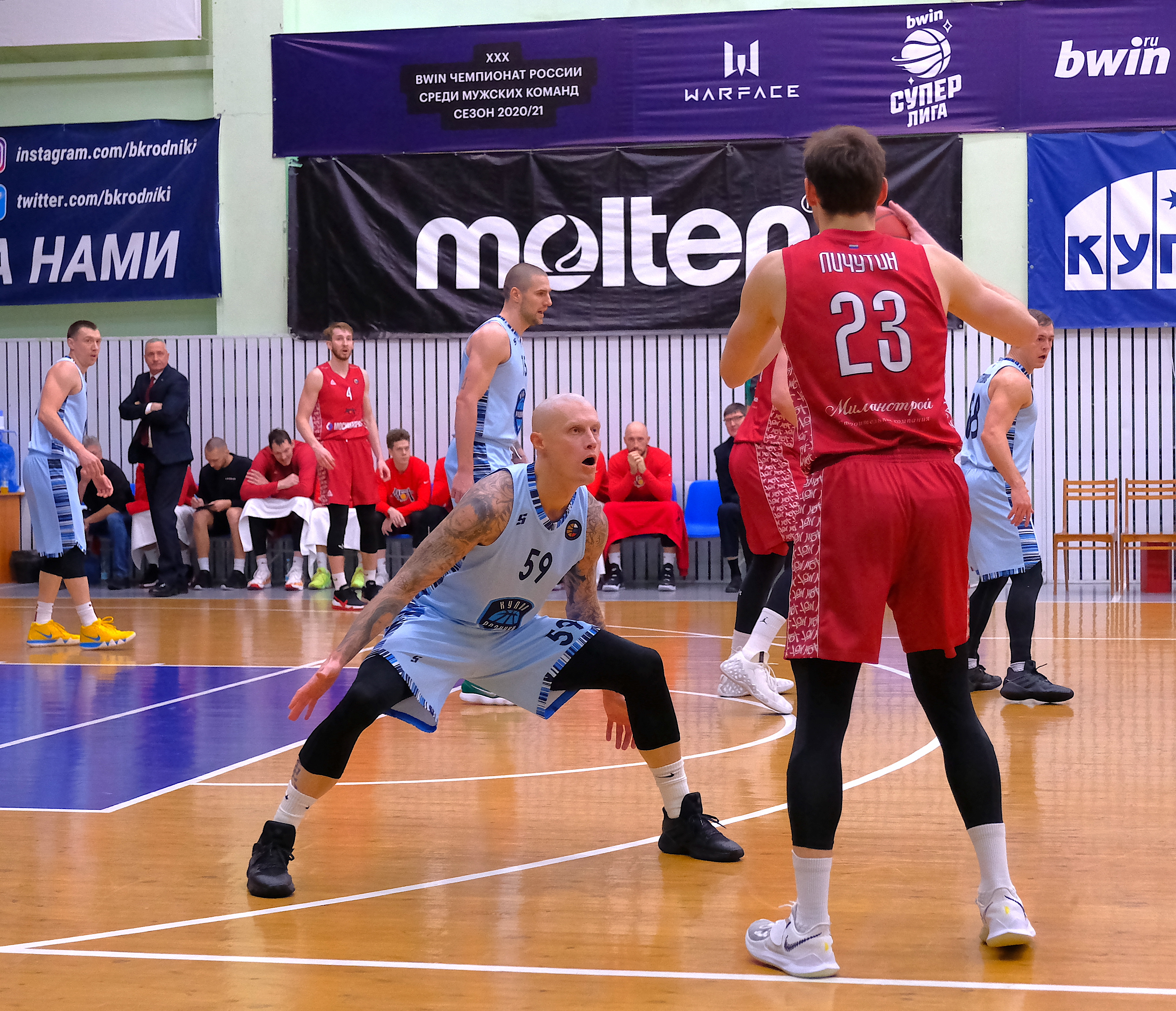
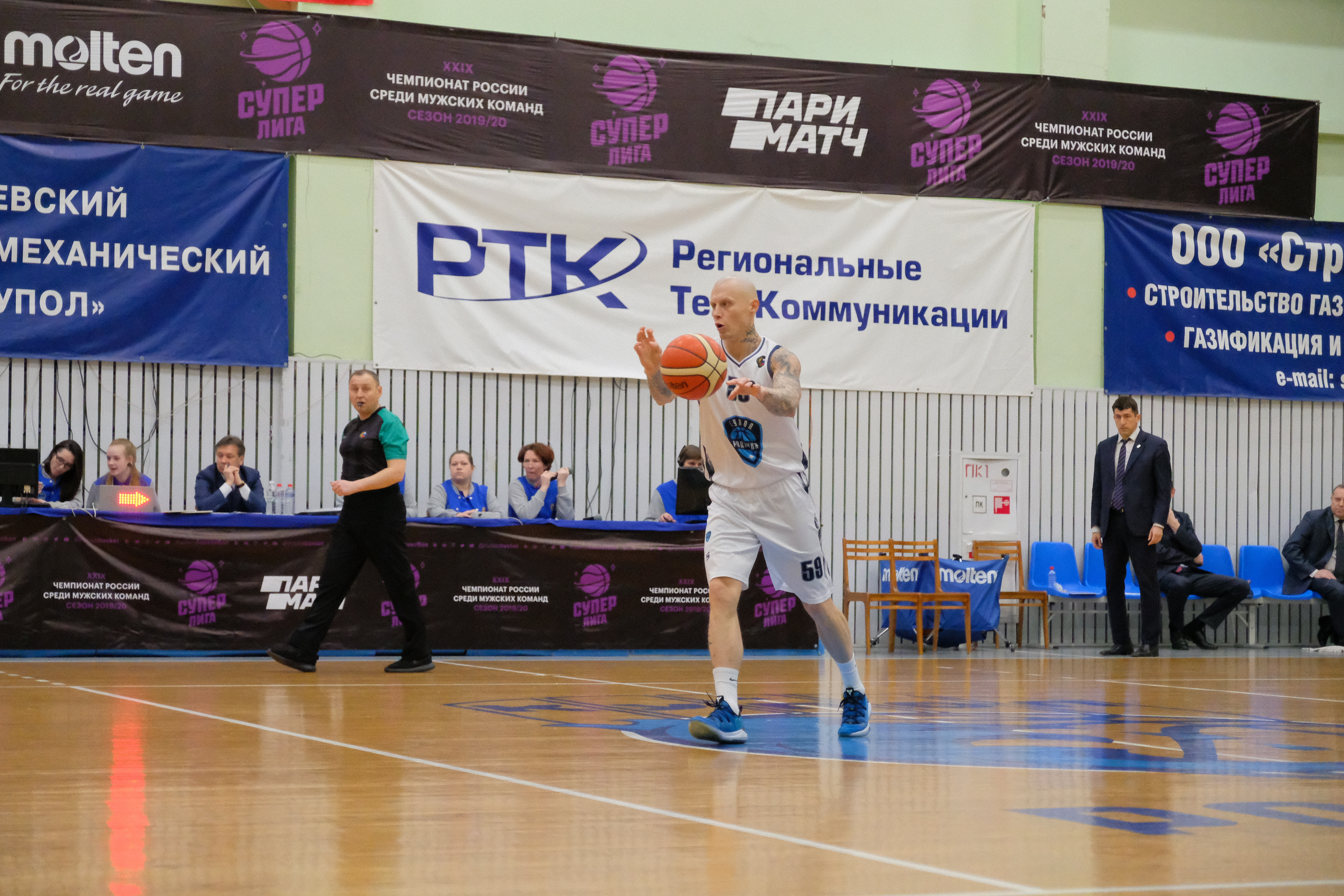
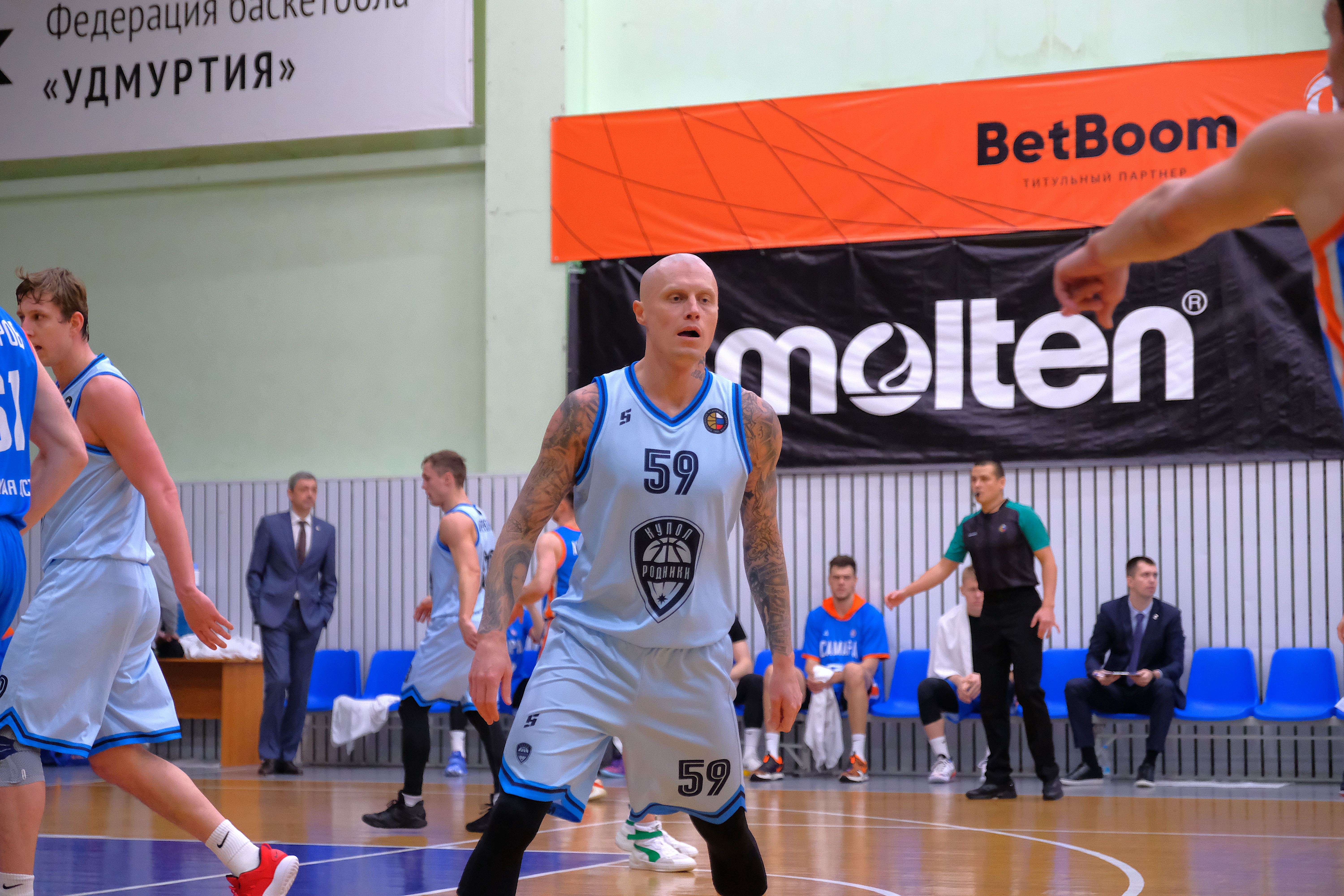
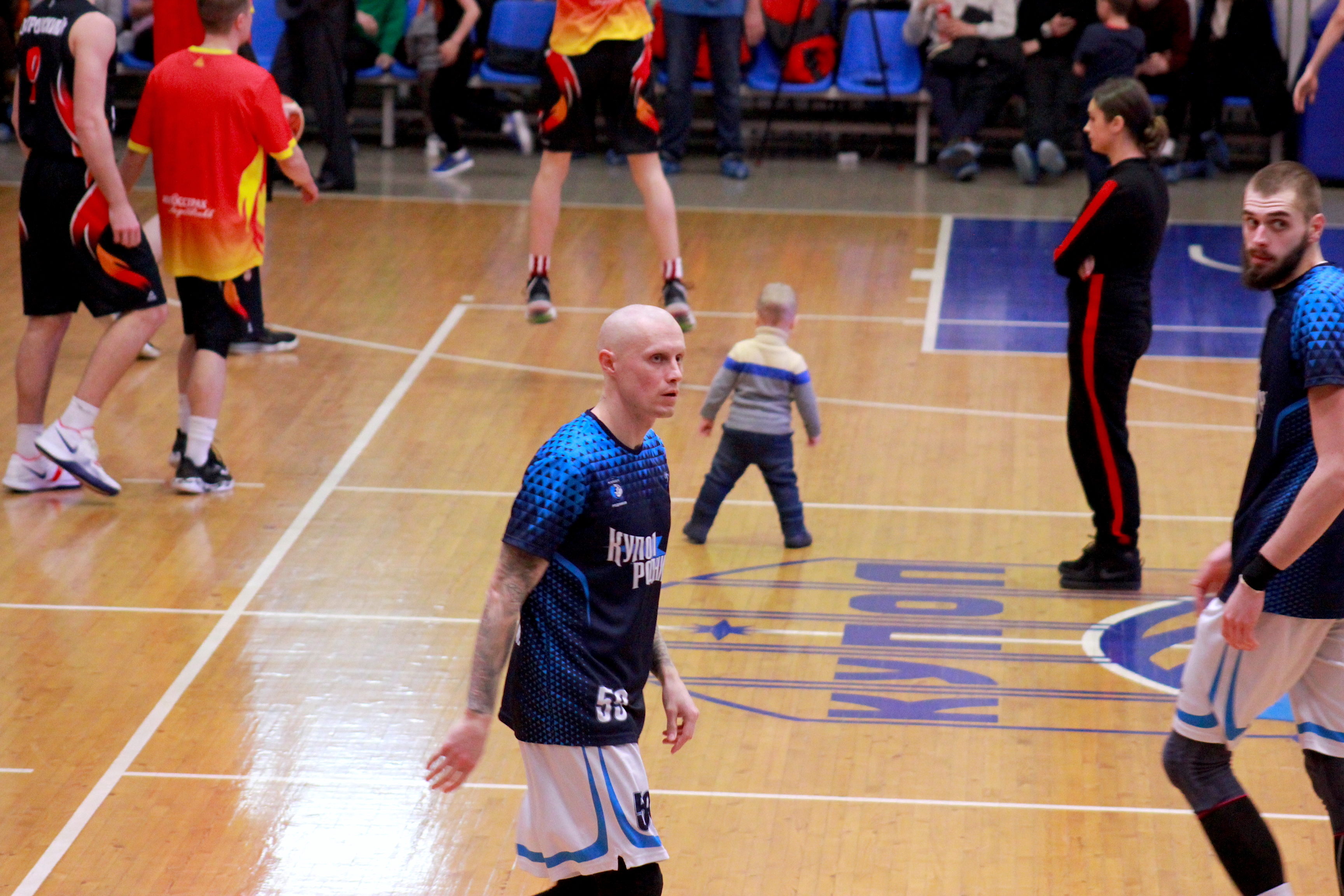